# 신동혁 (1999년)
신동혁(1999년 3월 8일 ~ )는 대한민국의 축구 선수로, 포지션은 수비수이다.